# Polycom (transmission)
Pour les articles homonymes, voir Polycom.

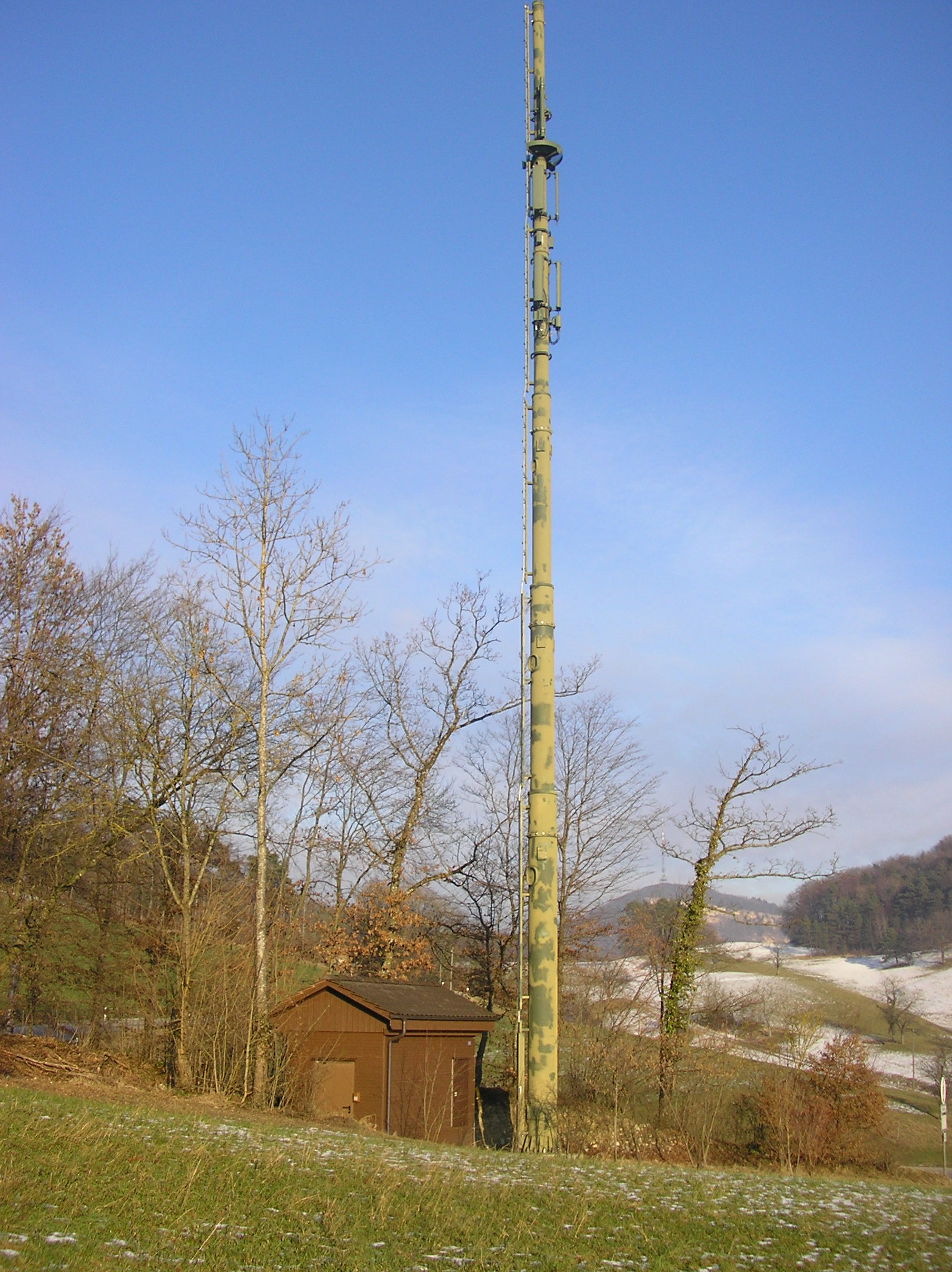
Antenne Polycom (2011)

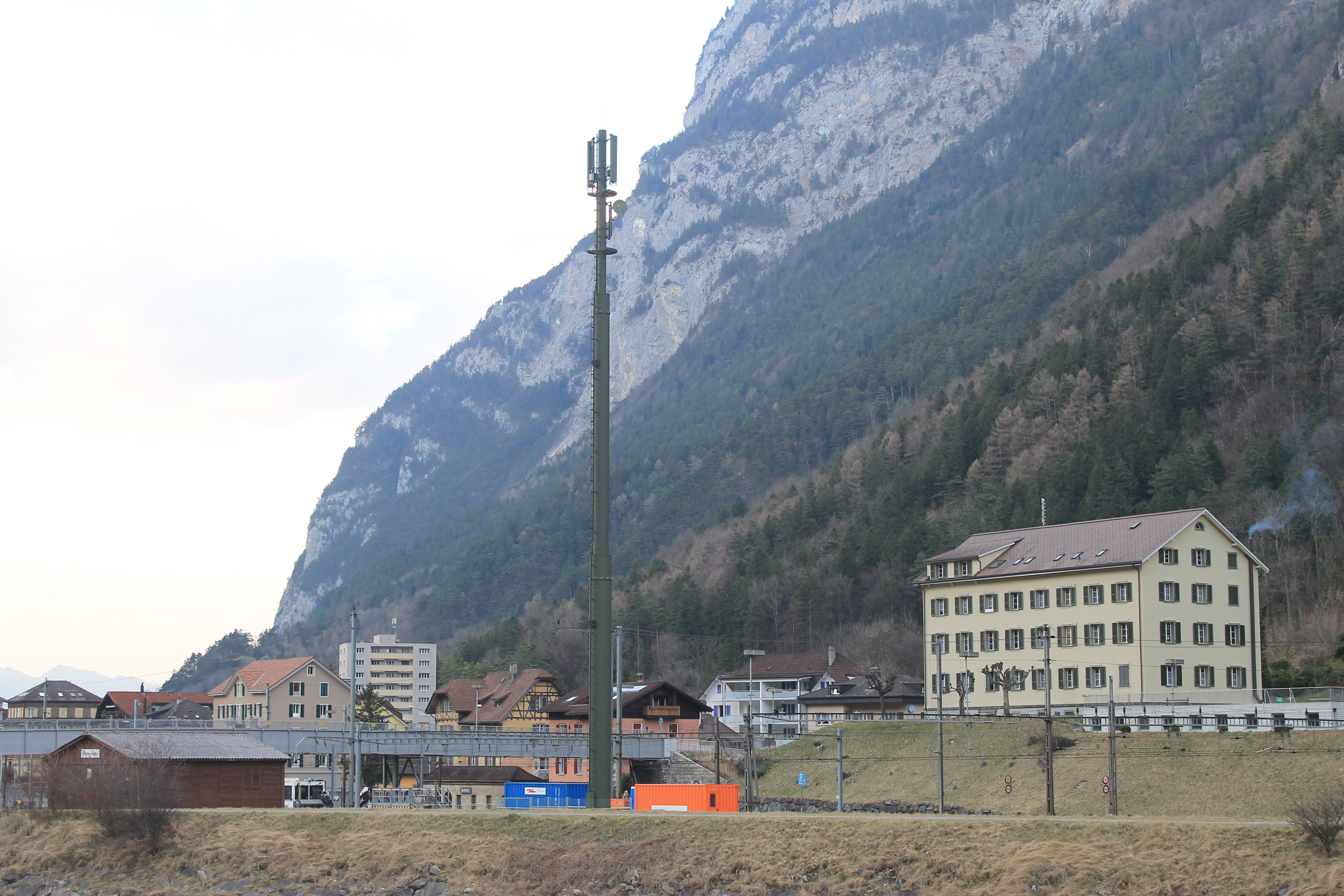
Station de base Polycom à Erstfeld

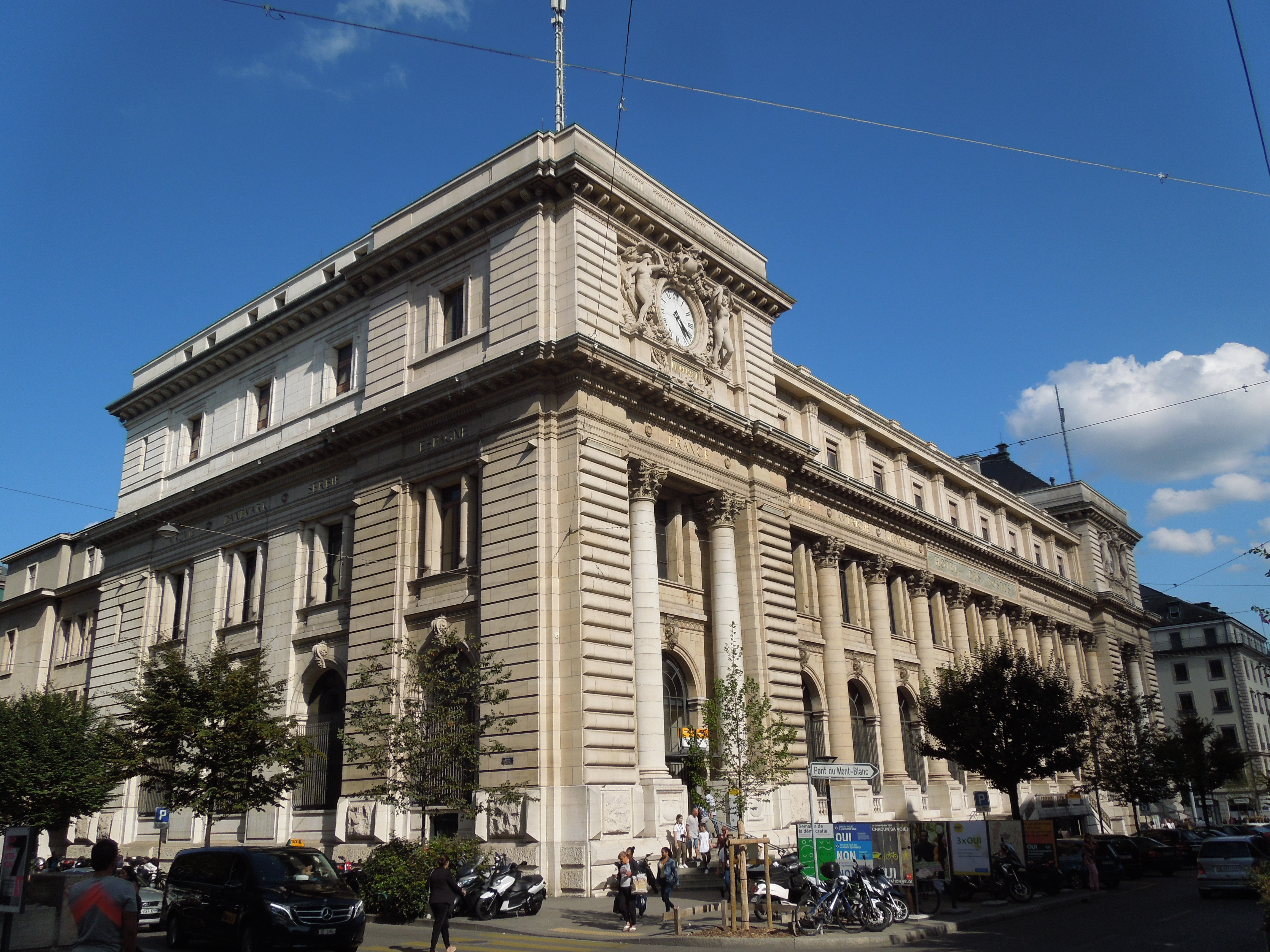
Poste du Mont-Blanc à Genève abritant un poste de police, avec une antenne Polycom.

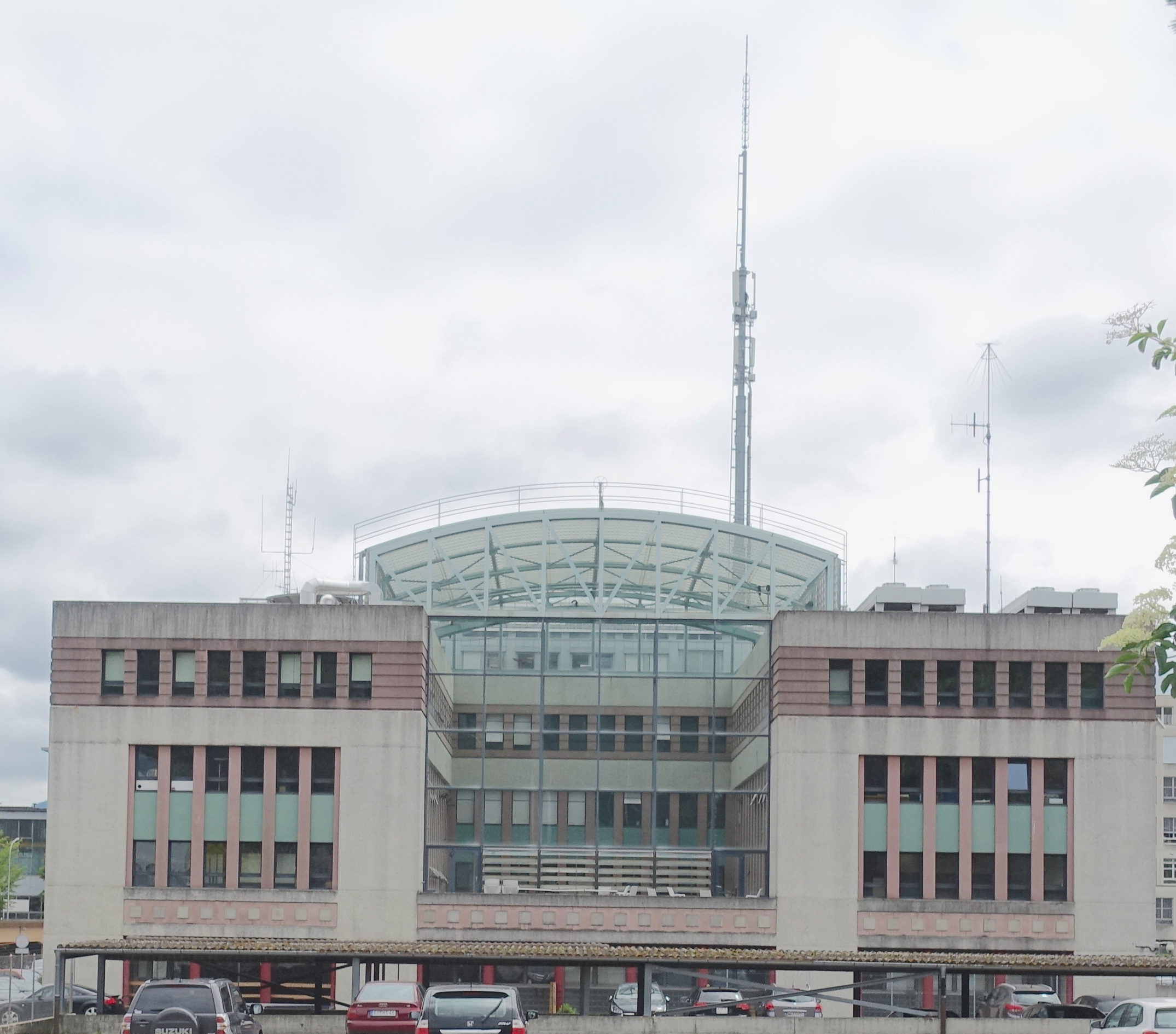
Quartier général de la police cantonale genevoise, avec antenne Polycom

Polycom est un réseau sans fil suisse basé sur la norme TETRAPOL. Depuis son installation dans le canton de Zoug en 2015, il est disponible dans tout le pays. Il compte 782 antennes.

## Infrastructures
Polycom est le système radio national des autorités et organismes de secours et de sécurité et fonctionne dans la plage de fréquences UHF à des fréquences comprises entre 380 et 400 mégahertz. Le réseau compte environ 55 000 participants a été progressivement introduit dans toute la Suisse depuis 2000. Sous la direction de l'Office fédéral de la protection de la population (BABS), les sous-réseaux ont été planifiés, créés puis exploités par les cantons et par le Corps suisse des gardes-frontières (GWK). Le premier sous-réseau a été mis en service dans le canton de Thurgovie pour les organisations du BORS, dont le Corps des gardes-frontière suisses de l'époque (GWK). Polycom permet l'échange sans fil de messages entre les différentes organisations de gardes-frontières, de police, de pompiers, de secours, de protection civile et d'unités de l'Armée suisse.
Le réseau a été mis en place par Siemens et est techniquement soutenu par Siemens et l'entreprise de défense suisse RUAG,.
En raison de dépassements de budget et d'une technologie obsolète, Polycom a longtemps été critiqué par le public. Dévorant des millions, 250 des 750 stations de base seraient techniquement obsolètes et devraient être remplacées. La gestion et l'appel d'offres du projet ont également suscités des critiques.
En raison d'un accord entre le Conseil fédéral suisse et le gouvernement de la Principauté de Liechtenstein en date du 5 janvier 2004, Polycom a également été introduit auprès de la Police d'État du Liechtenstein.

## Distinction
Ce système est distinct de la Centrale nationale d'alarme et son système IPPC d'alerte radio à la population.

## Régions
Polycom se compose de plusieurs sous-réseaux indépendants. Chaque sous-réseau possède son propre identifiant de réseau régional. Les sous-réseaux suivants sont actuellement opérationnels (2017),:
| Réseau régional | Opérateur (Canton / Organisation)                         | Abréviation    | Site web                      |
| --------------- | --------------------------------------------------------- | -------------- | ----------------------------- |
| 111             | Aargau                                                    | AG             |                               |
| 141             | Basel-Landschaft                                          | BL             |                               |
| 151             | Basel-Stadt                                               | BS             |                               |
| 161             | Stadt Bern                                                | BE 1 (Stadt)   | Polizei- und Militärdirektion |
| 162             | Kanton Bern                                               | BE 2           | Polizei- und Militärdirektion |
| 163             | Kanton Bern                                               | BE 3 (OL)      | Polizei- und Militärdirektion |
| 164             | Kanton Bern                                               | BE 4 (OL)      | Polizei- und Militärdirektion |
| 165             | Kanton Bern                                               | BE 5 (Jura)    | Polizei- und Militärdirektion |
| 181             | Genf                                                      | GE             |                               |
| 191             | Glarus                                                    | GL             |                               |
| 201             | Graubünden                                                | GR 1           | Kompetenzzentrum Funk         |
| 202             | Graubünden                                                | GR 2           | Kompetenzzentrum Funk         |
| 203             | Graubünden                                                | GR 3           | Kompetenzzentrum Funk         |
| 204             | Graubünden                                                | GR 4           | Kompetenzzentrum Funk         |
| 211             | Jura                                                      | JU             |                               |
| 221             | Luzern                                                    | LU             |                               |
| 231             | Neuenburg                                                 | NE             |                               |
| 241             | Nidwalden, Obwalden                                       | NW / OW        |                               |
| 261             | St. Gallen, Appenzell Ausserrhoden, Appenzell Innerrhoden | SG / AI / AR 1 |                               |
| 262             | St. Gallen, Appenzell Ausserrhoden, Appenzell Innerrhoden | SG / AI / AR 2 |                               |
| 271             | Schaffhausen                                              | SH             |                               |
| 281             | Schwyz                                                    | SZ             |                               |
| 291             | Solothurn                                                 | SO             |                               |
| 301             | Thurgau                                                   | TG             |                               |
| 311             | Tessin                                                    | TI 1           |                               |
| 312             | Tessin                                                    | TI 2           |                               |
| 313             | Tessin                                                    | TI 3           |                               |
| 321             | Uri                                                       | UR             |                               |
| 331             | Waadt                                                     | VD 1           |                               |
| 332             | Waadt                                                     | VD 2           |                               |
| 341             | Wallis                                                    | VS 1           |                               |
| 342             | Wallis                                                    | VS 2           |                               |
| 343             | Wallis                                                    | VS 3           |                               |
| 351             | Zug                                                       | ZG             |                               |
| 361             | Stadt Zürich                                              | ZH 1           |                               |
| 362             | Kanton Zürich                                             | ZH 2           |                               |
| 371             | Fürstentum Liechtenstein                                  | FL             |                               |
| 501             | Kanton Bern                                               | BE Transit     | Polizei- und Militärdirektion |
| 901             | Eidg. Ausbildungszentrum Schwarzenburg                    | EAZS 1         |                               |
| 902             | Eidg. Ausbildungszentrum Schwarzenburg                    | EAZS 2         |                               |
| 994             | Siemens                                                   | Test Siemens   |                               |
| 995             | RUAG                                                      | Test RUAG      |                               |
| 996             | Siemens                                                   | Test Siemens   |                               |

## Polyalert
Dans la plupart des cas, Polycom est également utilisé pour contrôler les quelque 5000 sirènes en Suisse. Le contrôle des sirènes s'appelle Polyalert. Après avoir migré toutes les sirènes vers le nouveau système de contrôle, toutes les sirènes de Suisse peuvent être contrôlées de manière centralisée. L'Office fédéral de la protection civile en a la charge et le fournisseur des contrôles est Siemens.